# 8834 Анакардіум
8834 Анакардіум (1989 SX2, 1986 GO1, 1995 WN2, 8834 Anacardium) — астероїд головного поясу, відкритий 26 вересня 1989 року.
Тіссеранів параметр щодо Юпітера — 3,171.